# أوغوزخان أصيل ترك
أوغوز خان أصيل ترك (بالتركية: Oğuzhan Asiltürk) (25 مايو 1935 - 1 أكتوبر 2021) سياسي تركي، شغل منصب وزير الداخلية (1974-1977) ووزير الصناعة والتكنولوجيا (1977-1978). وكان رئيس المجلس الاستشاري لحزب السعادة. وهو زعيم حركة ميللي غوروش «الرؤية الوطنية»، والتي تولى رئاستها بعد وفاة أربكان، وشارك إلى جانبه في تأسيس حزبي «الرفاه» و«الفضيلة»، كما أنه أحد مؤسسي حزب السعادة التركي.

## سيرة شخصية
التحق أصيل ترك بالمدرسة الثانوية في ملاطية. درس في كلية الهندسة المدنية بجامعة اسطنبول التقنية وبدأ حياته المهنية مستشار ومهندس مستقل. تزوج من سفينش أصيل ترك، وأنجب منها أربعة أطفال.
انتخب أصيل تورك في الجمعية الوطنية الكبرى في عام 1973، ممثلاً عن أنقرة. وأثناء خدمته نائباً، عين وزيراً للداخلية في الحكومة التركية الائتلافية السابعة والثلاثون برئاسة بولند أجاويد، حيث عمل فيها للفترة (26 يناير 1974 – 17 نوفمبر 1974) ومرة أخرى وزيرا للداخلية من (31 مارس 1975 – 11 أبريل 1977) في الحكومة التركية الائتلافية التاسعة والثلاثون برئاسة سليمان ديميريل. ثم عُين وزيراً للصناعة والتكنولوجيا في الحكومة التركية الائتلافية الحادية والأربعون برئاسة سليمان ديميريل وشغل هذا المنصب (21 يوليو 1977 – 5 يناير 1978). وقد مُنع من ممارسة السياسة لمدة 10 سنوات في عام 1980، ورفع الحظر بعد الاستفتاء على الدستور التركي عام 1987 وأصبح الأمين العام لحزب الرفاه. في عام 1991، انتخب مرة أخرى في الجمعية الوطنية الكبرى، ممثلاً لملاطية وانضم إلى حزب الفضيلة، ظل في منصبه حتى عام 2002.
انضم أصيلتورك إلى حزب السعادة وأصبح رئيس مجلس إدارته. التقى بالرئيس رجب طيب أردوغان في 7 يناير 2021،  اجتماع زعم فيه أصيلتورك أن الرئيس أخبره أن تركيا ستخرج من اتفاقية اسطنبول للمرأة.لاحقا اتخذ الرئيس قرار رسميًا في 20 مارس 2021، وانسحبت تركيا من اتفاقية إسطنبول.
في 13 سبتمبر 2021، نقل إلى مستشفى مدينة أنقرة بيلكنت بسبب ضيق في التنفس من كوفيد -19. توفي بنوبة قلبية في 1 أكتوبر 2021 عن عمر يناهز 86 عامًا. ودفن في مقبرة جبه جي عصري.